# Атанасиу, Андреас
Андреас Атанасиу (англ. Andreas Athanasiou; 6 августа 1994, Лондон, Онтарио, Канада) — канадский профессиональный хоккеист, центральный нападающий.

## Карьера
Атанасиу начал свою юношескую карьеру в сезоне 2010/11 за команду ОХЛ «Лондон Найтс». В первом сезоне Андреас не отметился ничем выдающимся, набрав 22 очка в 57 играх за «рыцарей», а за шесть игр в плей-офф не набрал ни одного очка. Сезон 2011/12 оказался более успешным для Атанасиу, в регулярном чемпионате он набрал уже 37 очков, при 22 заброшенных шайбах, а в плей-офф вместе с командой дошёл до финала конференции, где записал на свой счёт 1 гол и 3 голевые передачи. В преддверии драфта НХЛ 2012 года он занял 41-е место в рейтинге среди полевых игроков выступающих в Северной Америке по версии Центрального скаутского бюро НХЛ.
В сезоне 2012/13 Атансиу был обменян из «Лондон Найтс» в другой клуб ОХЛ «Барри Кольтс». В первом же сезоне за новый клуб Андреас стал одним из лидеров команды, дойдя вместе с «Кольтс» до финала плей-офф. В сезоне 2013/14 он стал лучшим бомбардиром команды, набрав 95 очков в 65 играх.
20 ноября 2013 года Атанасиу подписал трёхлетний контракт новичка с клубом НХЛ «Детройт Ред Уингз», который выбрал его на драфте НХЛ 2012 года в 4-м раунде под общим 110-м номером.
15 апреля 2014 года Андреас дебютировал за фарм-клуб «красных крыльев», команду «Гранд-Рапидс Гриффинс». Первый полноценный сезон в АХЛ он провёл в сезоне 2014/15, набрав 32 очка в 55 игре в регулярном чемпионате, добавив к этому ещё 9 очков в плей-офф при 16 сыгранных матчах.
Дебют Атанасиу в НХЛ пришёлся на сезон 2015/16, 8 ноября 2015 года в матче «Ред Уингз» против «Даллас Старз». 10 ноября 2015 года в своей второй игре в карьере НХЛ Андреас забил первый гол в лиге, случилось это в матче против «Вашингтон Кэпиталз» в ворота голкипера Брэйдена Холтби. В сезоне 2016/17 Атанасиу подписал с «Ред Уингз» контракт на 1 год, сумма сделки составила 1,387 млн долларов.
24 февраля 2020 года Атанасиу был обменян «Детройтом» в «Эдмонтон Ойлерз» на нападающего Сэма Ганье и выборы во 2-х раундах драфта 2020 и 2021 года.

## Личная жизнь
Отец Андреаса грек, а мать гайанского происхождения. Также Атанасиу является веганом.